# Isaac Hobhouse
Pour les articles homonymes, voir Hobhouse.
Isaac Hobhouse, né à Minehead (Somerset) en 1685 et mort le 20 février 1763 à Bristol, est un armateur et marchand d'esclaves britannique, membre de la Society of Merchant Venturers.
Basé à Bristol, il était au centre de l'argent, du commerce et du crédit et a acquis une grande partie de sa fortune grâce au commerce et à l'exploitation des esclaves africains,.

## Biographie
Hobhouse est le cadet de quatre enfants issus de John Hobhouse et Anne Maddox. Au XVIIe siècle, la famille Hobhouse travaille comme constructeurs de navires et marins à Minehead. En 1717, Isaac Hobhouse s'installe à Bristol avec son beau-frère, Christopher Jones. Il y réside à Queen Square.
Bien qu'essentiellement marchand, il est élu bourgeois de Minehead aux élections de 1713 et 1717 et, un an plus tard, il devient marguillier de Minehead. Bourgeois libre à Bristol en 1724, il s'associe avec une compagnie de cuivre locale, Joseph Pervicall and Copper Company. De même, il possède des parts dans une raffinerie de sucre à Redcliffe (Bristol). A 39 ans, il devient membre de la Society of Merchant Venturers. Lorsque la nouvelle Compagnie Africaine est fondée en 1750, il en devient membre,.

### Ventes d'esclaves
Ses intérêts commerciaux se concentrent sur le commerce entre l'Angleterre, la côte ouest de l'Afrique, la Caroline du Sud et la Virginie, mais la Virginie n'est pas sa principale préoccupation commerciale. Hobhouse est le chef de la société Isaac Hobhouse and Company. Cette compagnie organise quarante-quatre voyages mais Hobhouse investit aussi dans d'autres voyages esclavagistes de Bristol. Les associés de son entreprise changeent de temps en temps et comprennent des maîtres de navires, tels que le capitaine Owen Arnold, et des planteurs des Antilles comme John Molineux de Montserrat. Un autre partenaire notable de l'entreprise est Lionel Lyde qui est particulièrement impliqué dans le commerce du tabac et des esclaves concernant la Virginie. Hobhouse adresse souvent une pétition au gouvernement sur des questions concernant la traite des esclaves ; cependant, il n'a jamais occupé de fonction publique.
Hobhouse est devenu un agent de voyages d'esclaves dans les années 1720 et a effectué soixante-huit voyages transatlantiques tout au long de son implication dans la traite des esclaves. Au sommet de sa carrière en 1728, il a envoyé cinq navires au cours de cette seule saison. En 1741 et 1743 respectivement, Hobhouse n'a envoyé qu'un seul navire probablement en raison du conflit entre la Grande-Bretagne et la France dans la guerre de Succession d'Autriche. Comme armateur, il possède trente-quatre navires, dont le Seaflower et l' Amoretta. Le Greyhound ou Greyhound Gally, est le navire qui a le plus été utilisé tout au long de sa carrière dans l'esclavage.
Hobhouse a commencé son commerce en 1722 avec le navire America. Des esclaves ont été achetés le long de la Gold Coast africaine, débarquant à Montserrat. Le dernier voyage parrainé par Hobhouse est effectué sur le Levant en 1747. Des esclaves ont été achetés dans le golfe du Biafra et le long des îles du golfe de Guinée avec transport vers la Jamaïque.
Il a acheté la plupart des esclaves du golfe du Biafra, des îles du golfe de Guinée et d'autres endroits d'Afrique. La Gold Coast, l'Afrique centrale occidentale et Sainte-Hélène étaient les endroits d'où il achetait le moins d'esclaves. De l'Europe au cours de 1701 à 1750, 276 esclaves ont été achetés. De l'Amérique du Nord continentale au cours de la même période, 8 799 esclaves sont achetés, des Caraïbes, 9 451 esclaves et d'autres endroits, 271 esclaves . Cela fait un total de 18 797 esclaves embarqués.
Les ports d'embarquement spécifiques étaient Anomabu sur la Gold Coast et Bonny, Calabar et São Tomé dans le golfe du Biafra et les îles du golfe de Guinée. Parmi les ports d'embarquement spécifiés, la plupart des esclaves sont achetés à Bonny, soit 2 710 esclaves sur un total de 18 797, ce qui correspond à 14 %. Le moins d'esclaves ont été achetés à Anomabu, 121 esclaves sur un total de 18 797, soit 0,6 %.
De 1701 à 1725 et de la seule région d'embarquement spécifiée, qui est le golfe du Biafra et les îles du golfe de Guinée, une moyenne de 38 % des esclaves sont morts au cours des voyages. De 1701 à 1725 et de la seule région d'embarquement spécifiée, qui est le golfe du Biafra et les îles du golfe de Guinée, une moyenne de 60 % étaient des esclaves mâles. Dans un certain nombre de régions d'embarquement entre 1701 et 1750, 12,9 % en moyenne étaient des enfants.
Tout au long de sa carrière, il va ainsi débarquer des esclaves principalement à Montserrat, à la Barbade, en Virginie, en Caroline du Sud, à Saint-Kitts et Nevis et en Jamaïque. Les Caraïbes sont restées un lieu de dépôt populaire pour les esclaves tout au long de la carrière de Hobhouse, mais également des carrières d'autres marchands d'esclaves,. Il débarque des esclaves une fois en Espagne en 1734 du Golfe de Biafra et des îles du Golfe de Guinée.
Sur les 19 068 esclaves embarqués, 15 554 sont débarqués, soit 82 %. Selon John Latimer, les bénéfices sur 270 esclaves pouvaient atteindre 7 000 £ ou 8 000 £ au XVIIIe siècle. Sur les 15 554 esclaves que Hobhouse a débarqués au cours de sa carrière, son profit a peut-être dépassé les 400 000 £.
Parmi les ports de débarquement spécifiés, les esclaves les plus débarqués se trouvent à Charleston, en Virginie, 5 508 esclaves sur un total de 18 797, soit 29 %. Les esclaves les moins débarqués se trouvent à Cadix, en Espagne, 276 esclaves sur un total de 18 797, soit 1,5 %.
Comparativement, les navires de Hobhouse ont connu des taux de mortalité plus élevés que ceux de ses contemporains. Lors d'un voyage, le capitaine du navire Greyhound écrit à Hobhouse que sur 339 esclaves, il n'en a débarqué que 214 à la Barbade. Ces esclaves se vendaient seulement 40 £ la paire. Le bénéfice du voyage du Greyhound est ainsi estimé à environ 4 280 £.